# ويليام هندرسون (ضابط)
ويليام هندرسون (بالإنجليزية: William George Henderson)‏ هو ضابط أسترالي، ولد في 19 يوليو 1919 في Clifton Hill, Victoria ‏ في أستراليا، وتوفي في 10 أكتوبر 1995 في أستراليا.